# Spartina versicolor
Spartina versicolor là một loài thực vật có hoa trong họ Hòa thảo. Loài này được Fabre miêu tả khoa học đầu tiên năm 1849.